# Le Vaudoué
Le Vaudoué település Franciaországban, Seine-et-Marne megyében. Lakosainak száma 731 fő (2022. január 1.). Le Vaudoué Noisy-sur-École, Achères-la-Forêt, Boissy-aux-Cailles, La Chapelle-la-Reine és Tousson községekkel határos.

## Népesség
A település népességének változása:
| Lakosok száma | 767  | 759  | 764  | 739  | 729  | 729  | 730  | 732  | 731  |
|               | 2013 | 2015 | 2016 | 2017 | 2018 | 2019 | 2020 | 2021 | 2022 |